# Maltjik i devotjka
Maltjik i devotjka (russisk: Мальчик и девочка) er en sovjetisk spillefilm fra 1966 af Julij Fajt.

## Medvirkende
- Natalja Bogunova
- Nikolaj Burljaev
- Antonina Bendova som Tanja
- Tamara Konovalova som Nadja
- Pavel Kormunin